# Chioneinae
Chioneinae (лат.) — подсемейство двукрылых семейства болотниц.

## Описание
Размеры тела комаров по сревнению с другими подсемействами небольшие. Самые мелкие формы относятся к роду Tasiocera, длина крыла которых не превышает 2,5 мм. Глаза голые. Усики состоят из 16 члеников. На голенях шпоры отсутствуют. Радиальный сектор жилок на крыле состоит из трёх ветвей. На конце тела личинок вокруг стигамального поля имеется пять выростов. Редко (у родов Chionea и Teucholabis) стигмальные выросты отсутствуют. Яйцо овальной формы. Структура поверхности яйца бородавчатая.

## Экология
Личинки развиваются во влажной почве в листовом опаде, питаются разлагающимися веществами растительного происхождения. Представители рода Chionea, вероятно, хищники. В течение года может развиваться одно или два поколения.

## Распространение
Представители подсемейства распространены всесветно, на наибольшее разнообразие отмечено в Голарктической и Неотропической областях.

## Палеонтология
В ископаемом виде самые древние представители подсемейства известны из отложений барремского яруса мелового периода в Ливане. Из бирманского янтаря известен ископаемый род Burmoptera. Личинка Chioneinae найдена в балтийском янтаре.

## Классификация
В мировой фауне насчитывается около 3500 видов, которые объединяют в 59 ныне существующих родов и один ископаемый.
- Amphineurus Skuse, 1890
- Aphrophila Edwards, 1923
- Arctoconopa Alexander, 1955
- Atarba Osten-Sacken, 1869
- Aymaramyia Alexander, 1943
- Baeoura Alexander, 1924
- Beringomyia Savchenko, 1980
- † Burmoptera Podenas & Poinar, 2009
- Cheilotrichia Rossi, 1848
- Chionea Dalman, 1816
- Cladura Osten-Sacken, 1860
- Crypteria Bergroth, 1913
- Cryptolabis Osten-Sacken, 1860
- Dasymallomyia Brunetti, 1911
- Ellipteroides Becker, 1907
- Empedomorpha Alexander, 1916
- Erioconopa Starý, 1976
- Erioptera Meigen, 1803
- Eriopterella Alexander, 1929
- Eriopterodes Alexander, 1970
- Eugnophomyia Alexander, 1947
- Gnophomyia Osten-Sacken, 1860
- Gonempeda Alexander, 1924
- Gonomyia Meigen, 1818
- Gonomyodes Alexander, 1948
- Gonomyopsis Alexander, 1966
- Gymnastes Brunetti, 1911
- Hesperoconopa Alexander, 1948
- Hoplolabis Osten-Sacken, 1869
- Horistomyia Alexander, 1924
- Hovamyia Alexander, 1951
- Hoverioptera Alexander, 1963
- Idiocera Dale, 1842
- Idiognophomyia Alexander, 1956
- Ilisia Róndani, 1856
- Jivaromyia Alexander, 1943
- Limnophilomyia Alexander, 1921
- Maietta Alexander, 1929
- Molophilus Curtis, 1833
- Neocladura Alexander, 1920
- Neognophomyia Alexander, 1926
- Neolimnophila Alexander, 1920
- Neophilippiana Alexander, 1964
- Ormosia Róndani, 1856
- Phantolabis Alexander, 1956
- Phyllolabis Osten-Sacken, 1877
- Quathlambia Alexander, 1956
- Quechuamyia Alexander, 1943
- Rhabdomastix Skuse, 1890
- Rhypholophus Kolenati, 1860
- Riedelomyia Alexander, 1928
- Scleroprocta Edwards, 1938
- Sigmatomera Osten-Sacken, 1869
- Styringomyia Loew, 1845
- Symplecta Meigen, 1830
- Tasiocera Skuse, 1890
- Tasiocerellus Alexander, 1958
- Teucholabis Osten-Sacken, 1860
- Trichotrimicra Alexander, 1921
- Unguicrypteria Alexander, 1981

Сестринской группой является подсемейство Linomiinae